# Destination X (2010)
Destination X 2010 était un pay per view de catch de la fédération Total Nonstop Action Wrestling qui s'est déroulé le 21 mars 2010 à Orlando.

## Contexte
Les spectacles de la Total Nonstop Action Wrestling en paiement à la séance sont constitués de matchs aux résultats prédéterminés par les scénaristes de la TNA, justifiés par des rivalités ou des qualifications survenues dans l'émission TNA Impact!.
Les scénarios présentés ici sont la version des faits telle qu'elle est présentée lors des émissions télévisées. Elle respectent donc le Kayfabe de la TNA.

## Matchs
| # | Matchs                                                                                           | Stipulation      | Enjeu                                                                                                  |
| - | ------------------------------------------------------------------------------------------------ | ---------------- | --- |
| 1 | Kazarian def. Daniels vs. Amazing Red vs. Brian Kendrick                                         | Ladder match     | Place d'aspirant numéro 1 pour le Championnat de la Division X                                         |
| 2 | Tara (c) def. Daffney                                                                            | Match simple     | Championnat Féminin des Knockout                                                                       |
| 3 | Rob Terry (c) def. Brutus Magnus                                                                 | Match simple     | Championnat Global de la TNA                                                                           |
| 4 | The Motor City Machineguns (Chris Sabin et Alex Shelley) def. Generation Me (Max et Jeremy Buck) | Ultimate X match | Place d'aspirants numéro 1 au Championnat du Monde par équipe                                          |
| 5 | The Band (Scott Hall et Syxx-Pac) def. Kevin Nash et Eric Young                                  | Tag Team match   | Si Hall et Pac gagnent, ces derniers gagnent des contrats pour la TNA, s'ils perdent, ils la quittent. |
| 6 | Doug Williams (c) def. Shannon Moore                                                             | Match simple     | Championnat de la Division X                                                                           |
| 7 | Matt Morgan et Hernandez (c) def. Beer Money, Inc. (Robert Roode et James Storm)                 | Tag Team match   | Championnat du Monde par équipe                                                                        |
| 8 | Kurt Angle def. M.. Anderson                                                                     | Match simple     | N/A |
| 9 | A.J. Styles (c) vs. Abyss : No contest                                                           | Match simple     | Championnat du Monde poids-lourds                                                                      |